# 边地兔儿风
边地兔儿风（学名：Ainsliaea chapaensis）为菊科兔儿风属的植物。分布于越南北部以及中国大陆的云南、海南、广西等地，生长于海拔5米至800米的地区，常生于海滨沙地和山顶疏林，目前尚未由人工引种栽培。